# Künstlerkolonie Worpswede

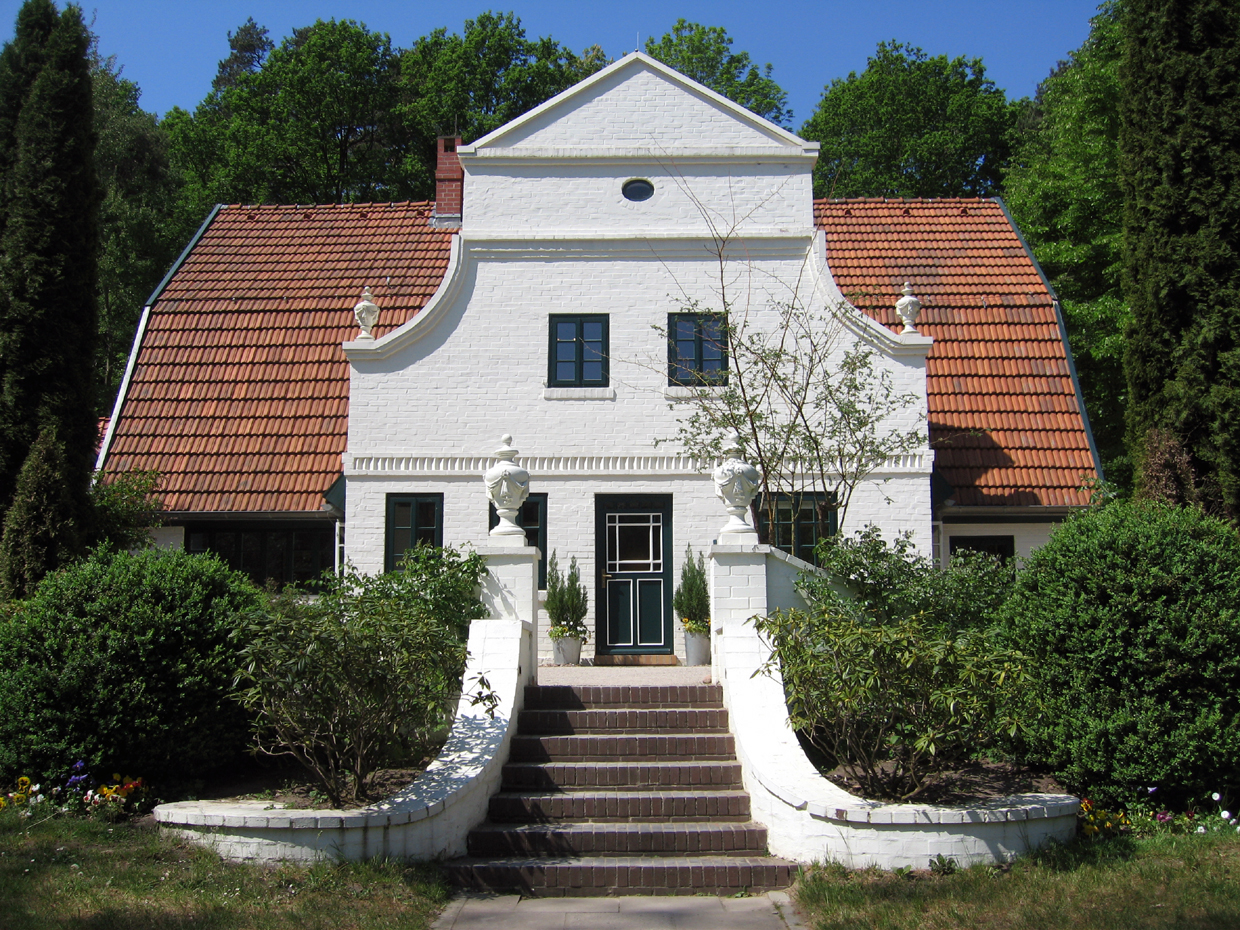
Der Barkenhoff wurde zum Mittelpunkt der Worpsweder Künstlerbewegung

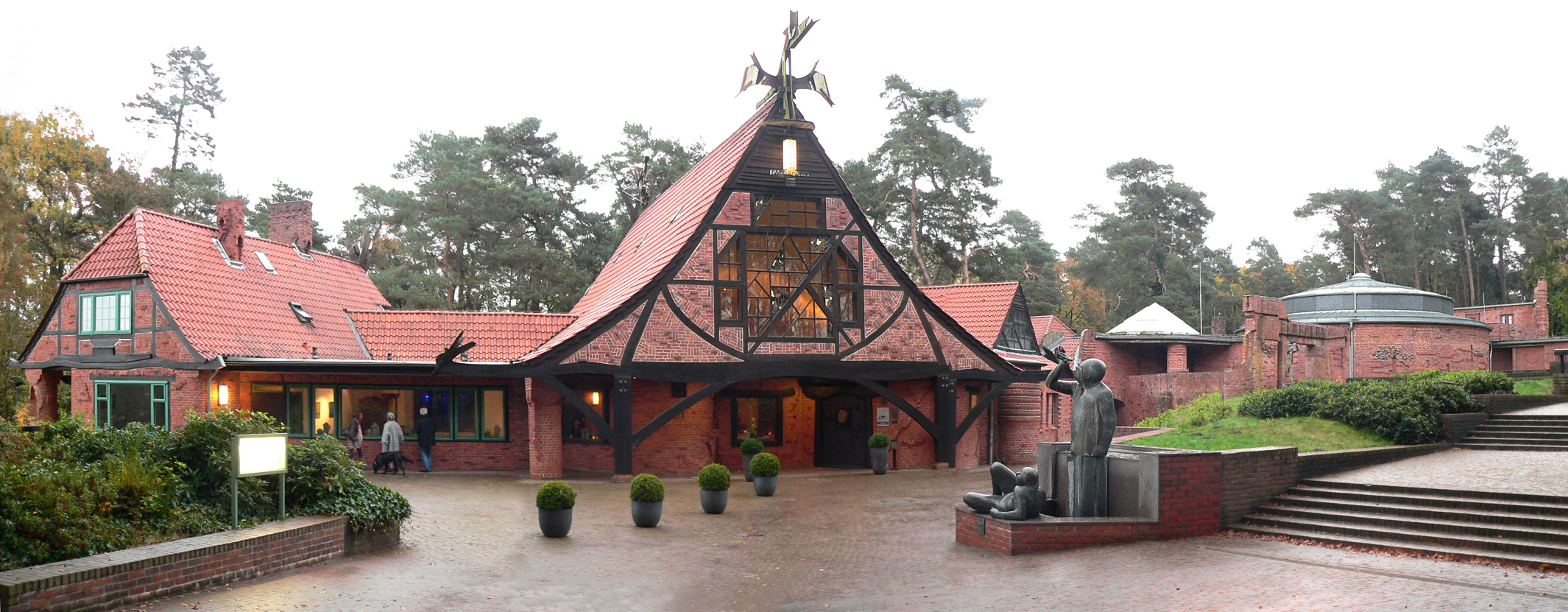
Kaffee Worpswede als Worpsweder Künstlertreff

Die Künstlerkolonie Worpswede ist eine Lebens- und Arbeitsgemeinschaft von Künstlern in der Gemeinde Worpswede in Niedersachsen. Sie entstand Ende des 19. Jahrhunderts im Teufelsmoor, etwa 20 Kilometer nordöstlich von Bremen. Der Ort wurde dadurch zur Heimat bedeutender Künstler des Jugendstils, Impressionismus und Expressionismus. Zur „Stadtflucht“ der Künstler führten neben dem Interesse für Licht, den ländlichen Motiven oder den markanten Landschaften auch romantische Sehnsüchte nach bäuerlicher Idylle und nach einem einfachen, naturnahen Leben.
Heutzutage können Ausstellungen, Galerien und Werkstätten besucht werden.

## Geschichte

### Vor dem Ersten Weltkrieg
Das erste Bekanntwerden des Dorfes in kunstinteressierten Kreisen des deutschsprachigen Raums wird dem Bremer Reiseschriftsteller Johann Georg Kohl zugeschrieben. Im Jahre 1863 bereiste Kohl das Teufelsmoor; seine „Nordwestdeutschen Skizzen“ erschienen ein Jahr später. Darin beschreibt Kohl das Leben der Moorkolonisten:

„Ihre „Huttens“, jene rohen Torfmoor „Sennhütten“ stehen zuweilen gar nicht unmalerisch vertheilt auf den Kanten, Spitzen und Vorgebirgen, Schluchten und Rissen, welche durch die Bearbeitung des Moores entstanden sind. Ich begreife nicht, daß unsere Maler das Leben und Treiben an solchen merkwürdigen Hochmoorhäfen und Torffabrikstätten, die sich überall an den zerfressenen Rändern unserer Hochmoore darbieten, noch so wenig zum Gegenstande von Studien gemacht worden haben. (Fußnote: Die Baierischen „Moose“ bei München, sind von malerischen Poeten weit besser ausgebeutet worden). Und doch würden sie dort nicht nur höchst eigentümliche Bilder gewinnen, sondern auch Scenen darstellen können, die tausend und tausend Mal in unserem nordwestlichen Deutschland vorkommen, den Bewohnern des Innern derselben schon geläufig sind und daher eine vaterländische Bedeutung besitzen. (…) Ein feiner, allgemein empfänglicher und vielseitig entwickelter Sinn fehlt uns bei unsern Reisen noch zu sehr und gewöhnlich streben wir nur Dem nach, was in Italien oder in den Alpentälern recht glänzt und scheint, und was Fama in den Mund der Leute der Leute gebracht hat.“

Fritz Mackensen lernte während seines Studiums an der Düsseldorfer Akademie die Nichte seiner Wirtin, Emilie („Mimi“) Stolte, kennen. Er begegnete der Tochter des Kaufmanns und damaligen Ortsvorstehers Carl Otto Ferdinand Stolte im Jahre 1884 im Hause ihrer in Düsseldorf lebenden Tante. Mimi Stolte schwärmte dem damals 18-jährigen Kunststudenten voller Begeisterung von den Heide- und Moorlandschaften, den Moorwiesen, dem „Wolkentheater“ und den glühenden Sonnenuntergängen ihrer Heimat im Teufelsmoor vor. Sie lud Mackensen in den damals künstlerisch unbedeutenden und abgelegenen Ort ein, und er folgte der Einladung am 13. September 1884. Auf dem Missionsfest des Sommers 1884 im benachbarten Schlußdorf fand Mackensen das Motiv für sein Monumentalgemälde (knapp 3 × 5 m) Gottesdienst im Freien (zu sehen im Landesmuseum Hannover), das Schlußdorfer im Gebet vertieft zeigt.

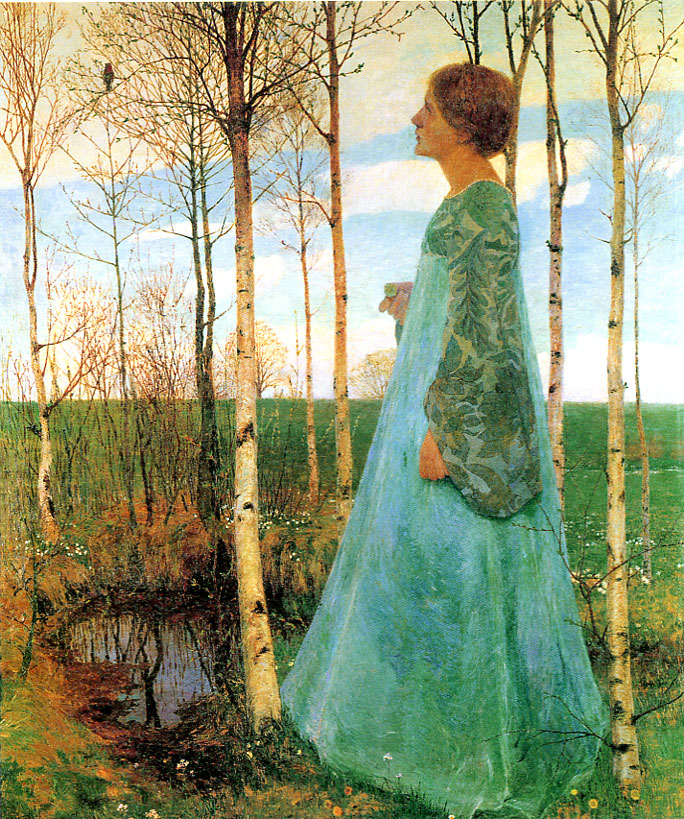
Gemälde Frühling, Heinrich Vogeler, 1897

1889 beschlossen die Künstler Fritz Mackensen, Hans am Ende und Otto Modersohn, sich dauerhaft in Worpswede niederzulassen. Dieses Jahr wird gemeinhin als Gründungsjahr der Künstlerkolonie angesehen. Modersohn und am Ende, Studienfreunde von Mackensen, waren begeistert von den Möglichkeiten, die das Moordorf mit dem weiten Horizont, den außergewöhnlichen Lichtverhältnissen, der rauen, malerisch noch unerschlossenen Landschaft und der Freilichtmalerei bot. Die Freunde hatten sich von dem Sujet der Studiomalerei, der damals üblichen Arbeitsweise, gelangweilt abgewandt und interessierten sich für die neue, aus Frankreich bekannte künstlerische Arbeitsweise direkt in der Natur.
Es folgten 1893 die Künstler Fritz Overbeck und 1894 Heinrich Vogeler; Carl Vinnen aus Beverstedt-Osterndorf schloss sich der Gruppe lose an. Auf der Münchner Jahresausstellung von Künstlern aller Nationen im Münchner Glaspalast zeigten Ende, Mackensen, Overbeck und Vogeler Werke aus Worpswede, wobei Mackensens Gemälde vom Gottesdienst im Freien mit der Goldmedaille 1. Klasse prämiert wurde und die Bekanntheit der Künstlerkolonie begründete. Paula Becker, die 1901 Otto Modersohn heiratete, kam ab 1898 zur Gruppe, um Malunterricht bei Mackensen zu nehmen. Obwohl er selbst kein Maler war, pflegten einiger dieser Worpsweder Künstler einen engen Kontakt zu Hermann Allmers, der hier ein gerngesehener Gast war.
1895 erwarb Heinrich Vogeler den Barkenhoff, den er im Jugendstil umbaute. Der Barkenhoff wurde Mittelpunkt der Worpsweder Künstlerbewegung. Das schlichte Leben auf dem Land und die norddeutsche Landschaft inspirierten auch Schriftsteller wie Rainer Maria Rilke, so wie dessen spätere Frau, die Bildhauerin Clara Westhoff, und Manfred Hausmann.
Der Kölner Schokoladenproduzent Ludwig Stollwerck engagierte ab 1900 unter anderem auch Worpsweder Künstler für die Gestaltung von Stollwerck-Bildern, -Sammelalben und -Reklame. Hierzu gehörten Otto Modersohn, Fritz Overbeck, Carl Vinnen und Heinrich Vogeler.

### Nach dem Ersten Weltkrieg
Mit der zweiten Künstlergeneration fand der Expressionismus immer mehr Eingang in die Worpsweder Kunstszene. Bereits 1906 gründete Georg Tappert in Worpswede eine Malschule, ab 1910 wirkte er in Berlin als Mitglied der Neuen Secession. Aber auch in der bildenden Kunst, der expressionistischen Bildhauerei, der Architektur und des Kunsthandwerks wurden, beispielsweise durch Bernhard Hoetger in den frühen zwanziger Jahren, neue Akzente gesetzt.
Die Zeit des Nationalsozialismus hatte auch Auswirkungen auf die Künstlerkolonie Worpswede. Bei der Reichstagswahl März 1933 entfielen in Worpswede 66 Prozent der Stimmen auf die NSDAP und die Kampffront Schwarz-Weiß-Rot (Vergleichswert für das gesamte deutsche Reich: 52 Prozent). Die Sozialdemokraten und Kommunisten erhielten dagegen nur 16 Prozent (Vergleichswert: 31 Prozent). Auch viele Künstler, voran Fritz Mackensen und Carl Emil Uphoff, huldigten der völkischen Idee. So wurde Fritz Mackensen in den 30er-Jahren zum örtlichen Vertrauensmann der Reichskulturkammer (RKK) ernannt, während sich Linke wie Heinrich Vogeler und Gustav Regler, der Vogelers Tochter Marieluise geheiratet hatte, zur Emigration gezwungen sahen. Diese Entwicklung beruhte auf dem Heimat- und Naturkult der Worpsweder Künstler. Er ging letztlich auf „die große konservativ-nationale Strömung der deutschen Geistesgeschichte“ zurück, „an deren Anfang Herder und die Romantiker stehen“, wie der niederdeutsche Sprachforscher Claus Schuppenhauer schreibt. Bis zur „Perversion des unbedingten Glaubens an Rasse, Blut und Boden“, so Strohmeyer/Artinger/Krogmann in ihrer Studie aus dem Jahr 2000, war es da nicht weit.

### Nach dem Zweiten Weltkrieg
Der Buchbindermeister Friedrich Netzel (1854–1931) schaffte den Worpsweder Künstlern schon früh Raum zur Ausstellung und den Verkauf ihrer Werke. Sein Sohn, Friedrich Netzel (II), richtete 1919 ein eigenes Haus in der „Bergstraße“ als Galerie ein, um die zeitgenössische Kunst auszustellen. Neben dem Kunsthandel entstand eine Kunstsammlung.

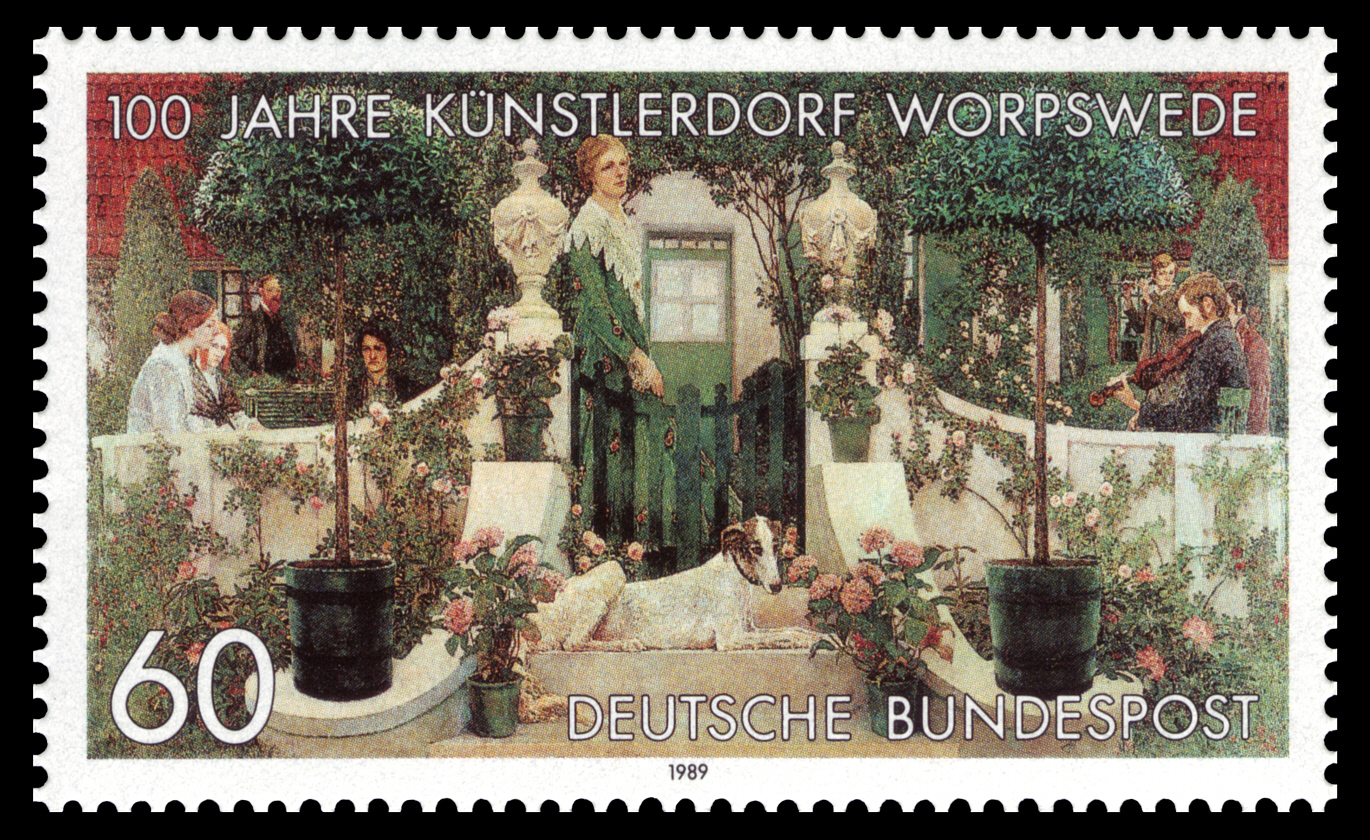
Heinrich Vogeler, Gemälde Der Sommerabend, Sonderbriefmarke „100 Jahre Künstlerdorf Worpswede“ der Deutschen Bundespost von 1989

Nach dem Tod des Galeristen 1945 führte dessen Ehefrau den Betrieb in den schwierigen Nachkriegsjahren weiter und übergab ihn schließlich dem Sohn Friedrich Netzel (III). Der zeigte neben der eigenen Familiensammlung aus drei Generationen auch Sonderausstellungen, die Worpswede überregionale Bedeutung gaben. So wurde etwa in den Ausstellungen 1972, 1973 und 1989 Heinrich Vogelers Gesamtwerk mit den damals erstmals gezeigten Werken aus dessen sowjetischen Zeit der Öffentlichkeit präsentiert. Dadurch wurde der Ort überregional zunächst als Malerkolonie bekannt.
Aber auch die erste große Ausstellung in Worpswede anlässlich des 100. Geburtstages von Paula Modersohn-Becker im Jahre 1976 sowie eine Ausstellung zur 100-Jahr-Feier des Künstlerdorfes 1989 sind von Bedeutung.
Zwischen den Jahren 2007 bis 2012 taten sich die bis dahin unabhängig wirkenden Museen zu einem Verbund zusammen. Durch Mittel aus einem Förderprogramm der EU wurden die vorhandenen Museumsbauten modernisiert und erweitert, darüber hinaus schlossen sich die vier zentralen Museen zum „Worpsweder Museumsverbund“ zusammen. Sie entwickelten ein gemeinsames inhaltliches Konzept, das die ursprünglich vier Worpsweder Museum Barkenhoff, Große Kunstschau, Haus im Schluh und Worpsweder Kunsthalle zusammenführte. In Worpswede wurden 1972 Szenen des Films Wildwechsel von Rainer Werner Fassbinder gedreht.

## Persönlichkeiten

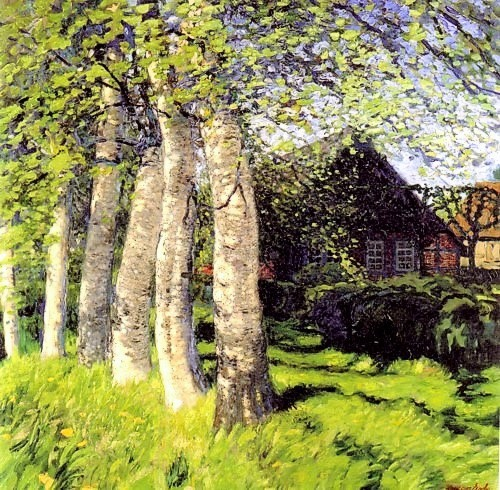
Gemälde Frühling in Worpswede, 1900, von Hans am Ende

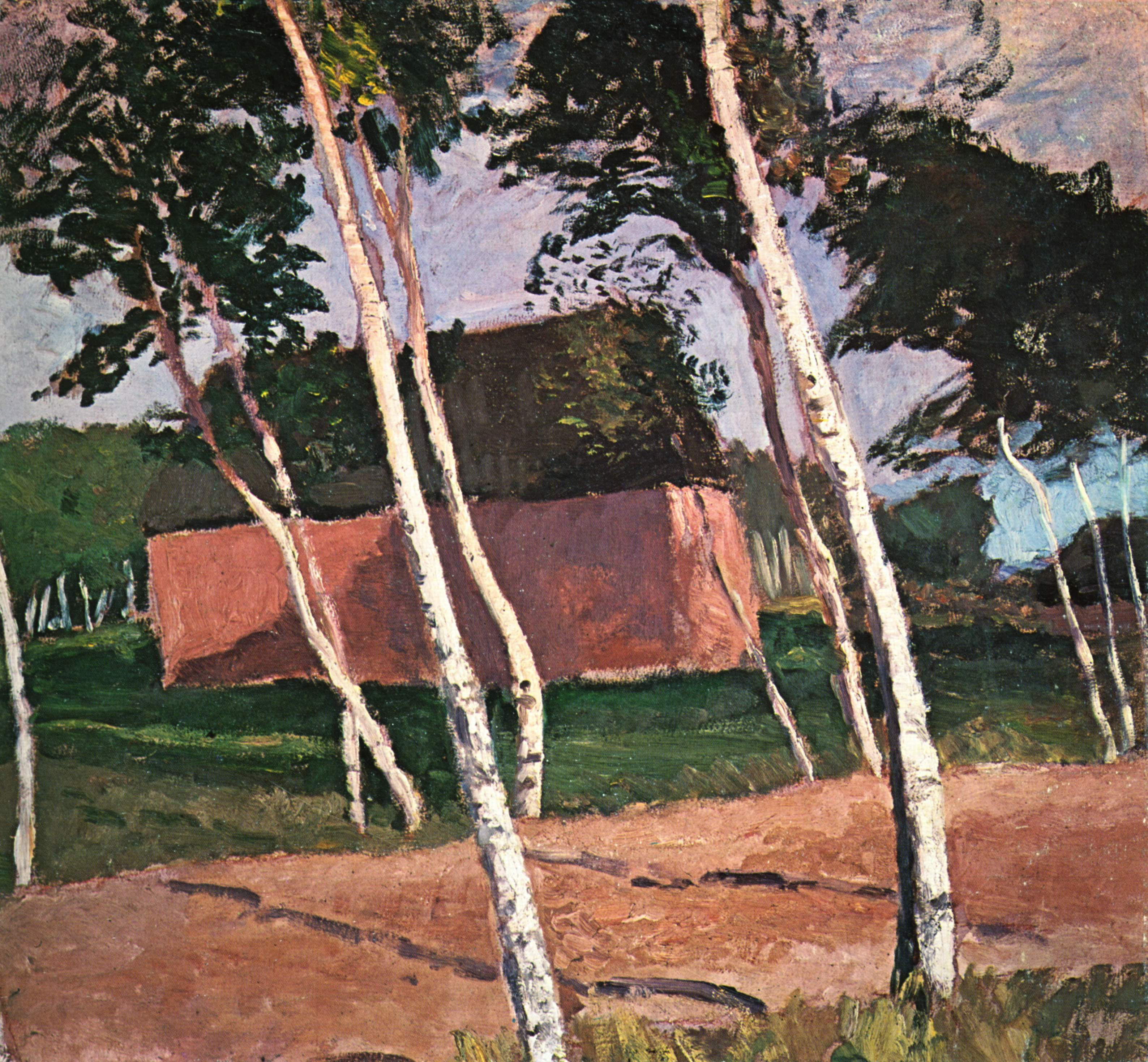
Worpsweder Landschaft, um 1900, von Paula Modersohn-Becker

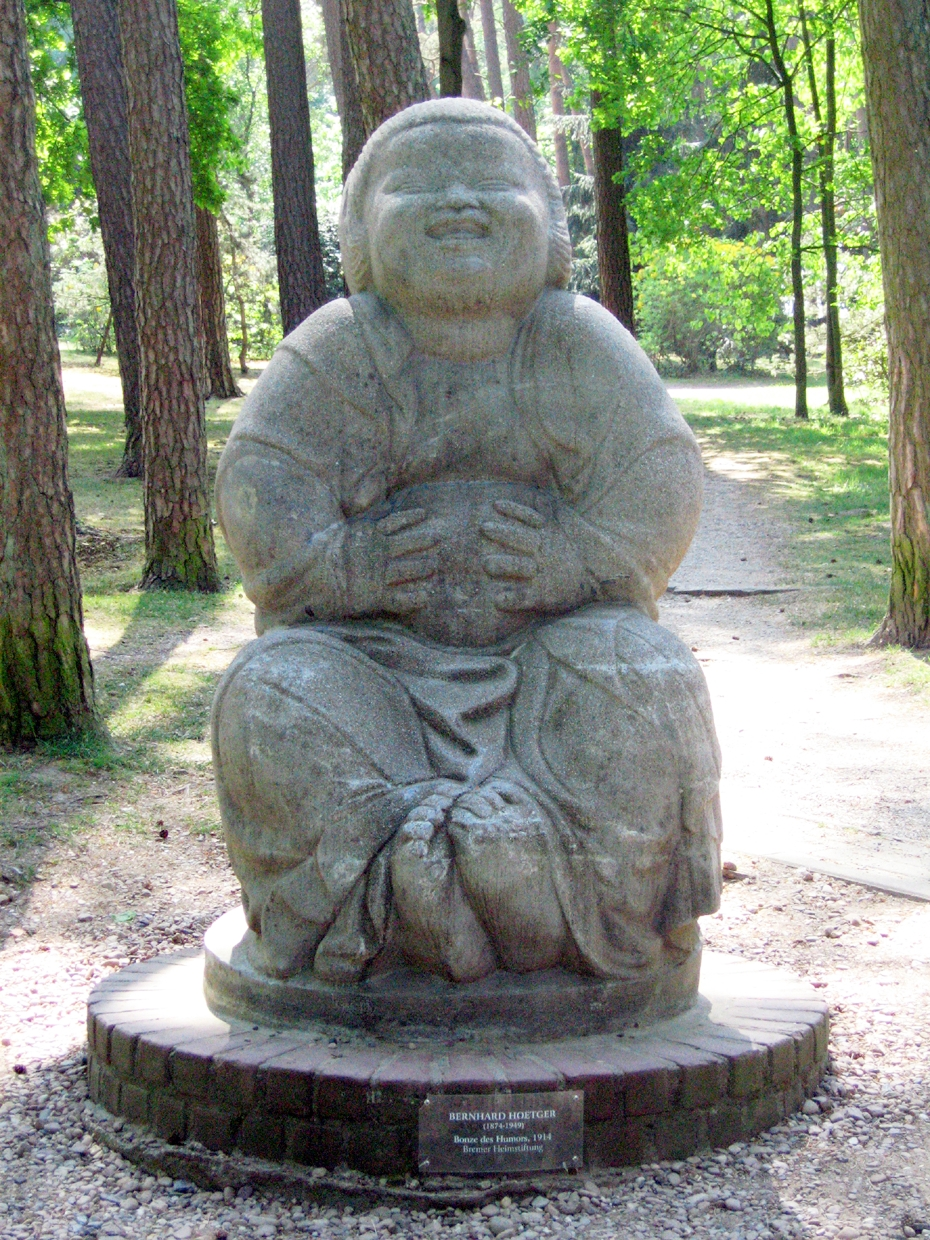
Worpswede: Bonze des Humors von Bernhard Hoetger, 1914 als Kopie nach einer Kleinplastik (1912) entstanden

### Alte Worpsweder Künstler
- Hans am Ende, Maler
- Walter Bertelsmann, Maler
- August Haake, Maler
- Theodor Herrmann, Maler
- Bernhard Hoetger, Architekt, Bildhauer, Maler
- Karl Krummacher, Maler
- Fritz Mackensen, Maler
- Otto Modersohn, Maler
- Paula Modersohn-Becker, Malerin
- Fritz Overbeck, Maler
- Hermine Overbeck-Rohte, Malerin
- Ottilie Reylaender, Malerin
- Wilhelm Scharrelmann, Schriftsteller
- Alfred Schulze, Architekt
- Walter Schulze, Architekt, Maler
- Hede von Trapp, Dichterin, Malerin und Grafikerin
- Carl Vinnen, Maler
- Heinrich Vogeler, Maler
- Carl Emil Uphoff, Maler
- Clara Westhoff, Bildhauerin
- Emmy Meyer, Malerin

### Zweite Künstlergeneration
- Wilhelm Bartsch, Maler
- Jürgen Bertelsmann, Maler
- Heinz Dodenhoff, Maler und Lyriker
- Manfred Hausmann, Schriftsteller
- Vollrath Hoeck, Maler
- Bernhard Huys, Maler
- Carl Jörres, Maler
- Robert Koepke, Maler und Graphiker
- Otto Meier, Keramiker
- Leberecht Migge, Landschaftsarchitekt
- Martin Paul Müller, Maler und Graphiker
- Charlotte Niemann, Regisseurin und Komponistin
- Walter Niemann, Maler, Graphiker und Bildhauer
- Richard Oelze, Maler
- Lisel Oppel, Malerin
- Udo Peters, Landschaftsmaler
- Agnes Sander-Plump, Malerin
- Lore Schill, Malerin
- Feodor Szerbakow, Maler
- Otto Tetjus Tügel, Maler und Lyriker
- Bram van Velde, Maler
- Fritz Uphoff, Maler
- Willi Vogel, Maler
- Carlo Weidemeyer, Graphiker, Maler, Architekt
- Sophie Wencke-Meinken, Malerin
- Paul Ernst Wilke, Maler

### Zeitgenössische Künstler
- Bernd Altenstein, Bildhauer
- Monika Breustedt, Malerin, Grafikerin, Fotografin, Objektkünstlerin[12]
- Hans Jürgen Burmeister, Grafiker
- Heinz Cymontkowski, Maler
- Heinrich Hannover, Schriftsteller
- Uwe Hässler, Maler, Grafiker, Bildhauer
- Erik Hoffmann, Maler
- Harm Hermann Hoffmann, Maler[13]
- Margarete Jehn, Schriftstellerin, Liedermacherin
- Wolfgang Jehn, Komponist
- Rüdiger Lubricht, Fotograf
- Martin Kausche, Buchgrafiker, Maler
- Lothar Klimek, Fotokünstler, Hochschullehrer und Sachbuchautor
- Heini Linkshänder, Maler, Zeichner, Grafiker, Bildhauer, Aktionskünstler
- Friedrich Meckseper, Maler
- Peer Meter, Schriftsteller
- Friederike Michelsen, Grafikerin, Malerin, Schriftstellerin
- Frauke Migge, Malerin[14]
- Pit Morell, Maler, Erzähler
- Waldemar Otto, Bildhauer
- Moritz Rinke, Dramatiker und Schriftsteller
- Johannes Schenk, Matrose, Schriftsteller, Maler
- Peter-Jörg Splettstößer, Konzeptkünstler und Maler
- Marie S. Ueltzen, Malerin, Autorin
- Natascha Ungeheuer, Malerin
- Tobias Weichberger, Maler und Objektkünstler
- Jost Wischnewski, Fotograf,  Bildhauer, Installations- und Medienkünstler
- Arrigo Wittler, Maler
- Michael Wildenhain, Schriftsteller

### Persönlichkeiten, die im Künstlerdorf gewirkt haben
- Edwin Koenemann, Schriftsteller und Gästeführer
- Rainer Maria Rilke, Schriftsteller
- Ludwig Roselius, Kaffeehändler, Kunstmäzen; Ludwig-Roselius-Museum Worpswede
- Martha Vogeler, Möbeldesignerin, Ehefrau und Muse des Künstlers Heinrich Vogeler

## Rezeption
Die Künstlerkolonie und ihre Persönlichkeiten erfuhren in jüngerer Zeit sowohl mediale Aufmerksamkeit als auch die Verarbeitung in künstlerischen Werken:
- Tankred Dorst: Künstler – Theaterstück, das den Lebensweg von Heinrich Vogeler nachzeichnet; Uraufführung 2008.
- Moritz Rinke: Der Mann, der durch das Jahrhundert fiel. Roman aus dem Jahr 2010, der sich ironisch mit der NS-Vergangenheit der Künstlerkolonie und den heutigen Umgang mit dieser Vergangenheit auseinandersetzt.
- Künstlerkolonie Worpswede (= Museums-Check. Folge 27). Reportage, 30 Min., Moderation: Markus Brock, Produktion: 3sat. Erstausstrahlung: 17. August 2014.[15]
- Mythos und Moderne. 125 Jahre Künstlerkolonie Worpswede. Ausstellung im Barkenhoff, im Haus im Schluh; Große Kunstschau, Kunsthalle: 11. Mai bis 14. September 2014. [1], [2]
- Mit dem Roman von Klaus Modick Konzert ohne Dichter (2015) entwirft der Autor anhand der Entstehungsgeschichte des Gemäldes Das Konzert oder Sommerabend auf dem Barkenhoff von Heinrich Vogeler ein Panorama der Worpsweder Künstlergruppe um 1900 und erzählt die schwierige Beziehung Vogelers zu Rainer Maria Rilke.